# Tannheim, Baden-Württemberg
Tannheim är en kommun i Landkreis Biberach i det tyska förbundslandet Baden-Württemberg. Folkmängden uppgår till cirka 2 500 invånare, på en yta av 27,69 kvadratkilometer.
Kommunen ingår i kommunalförbundet Rot-Tannheim tillsammans med kommunen Rot an der Rot.

## Befolkningsutveckling
| Befolkningsutvecklingen i Tannheim 1975–2015 | Befolkningsutvecklingen i Tannheim 1975–2015 | Befolkningsutvecklingen i Tannheim 1975–2015 | Befolkningsutvecklingen i Tannheim 1975–2015 | Befolkningsutvecklingen i Tannheim 1975–2015 |
| -------------------------------------------- | -------------------------------------------- | -------------------------------------------- | -------------------------------------------- | -------------------------------------------- |
|                                              |                                              |                                              |                                              |                                              |
| År                                           |                                              |                                              | Folkmängd                                    | Areal (ha)                                   |
| 1975                                         | 1975                                         |                                              | 1 911                                        | 2 769                                        |
| 1980                                         | 1980                                         |                                              | 1 964                                        |                                              |
| 1985                                         | 1985                                         |                                              | 1 924                                        |                                              |
| 1990                                         | 1990                                         |                                              | 1 944                                        | 2 768                                        |
| 1995                                         | 1995                                         |                                              | 2 135                                        |                                              |
| 2000                                         | 2000                                         |                                              | 2 292                                        |                                              |
| 2005                                         | 2005                                         |                                              | 2 351                                        |                                              |
| 2010                                         | 2010                                         |                                              | 2 331                                        |                                              |
| 2015                                         | 2015                                         |                                              | 2 442                                        |                                              |
|                                              |                                              |                                              |                                              |                                              |